# Johann Joseph Christian

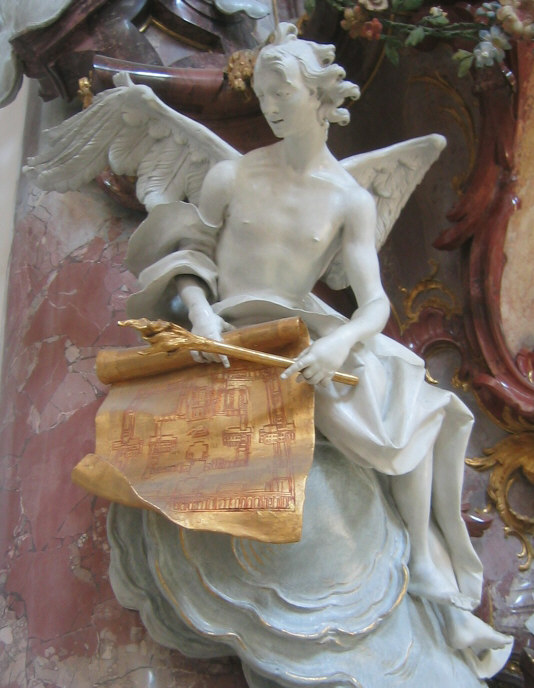
Ángel en la abadía de Zwiefalten.

Johann Joseph Christian (Riedlingen, 12 de febrero de 1706-Riedlingen, 22 de junio de 1777) fue un escultor y tallista barroco alemán. Sus obras maestras se considera que son el coro en la abadía de Zwiefalten y la abadía de Ottobeuren.
Su raro talento doble, como tallista y como escultor estuquista sólo fue igualado por Joseph Anton Feuchtmayer. En 1744 Christian recibió el encargo de trabajar en la abadía de Zwiefalten, donde hasta 1755 creó el coro y numerosas figuras de estuco para el altar, la nave y las capillas laterales, trabajando junto con el pintor Franz Joseph Spiegler y el maestro estuquista Johann Michael Feuchtmayer y bajo la dirección del arquitecto Johann Michael Fischer.
Posteriormente, a Christian se le encargó que trabajase en la iglesia abacial de la Santísima Trinidad en la abadía de Ottobeuren, para la que el arquitecto de nuevo fue Fischer y para la que Christian creó el coro, con relieves dorados, y los relieves del órgano. De nuevo trabajó con Spiegler y J. M. Feuchtmayer.
Además de estas dos grandes obras, también trabajó en proyectos más pequeños, incluyendo la iglesia parroquial de Unlingen y la iglesia abacial en Buchau.
Christian y su esposa tuvieron diez hijos, de los que cinco sobrevivieron a la infancia. Su hijo Karl Anton Christian (1731-1810) se convirtió en abad de la abadía de St. Trudpert cerca de Münstertal en la Selva Negra, y para esta iglesia J. J. Christian creó una pintura en relieve usando una técnica de estuco para el altar que se considera sin parangón. Otro hijo, Franz Joseph Christian (1739-1798), se convirtió en escultor y sucedió a su padre en el taller de Riedlingen.

## Obras principales
- Münstertal, abadía de St. Trudpert (altar mayor)
- Ottobeuren, abadía de Ottobeuren, iglesia de la Santísima Trinidad, (coro y relieves del órgano)
- Abadía de Wiblingen, iglesia de San Martín (Coro, creado junto con su hijo Franz Joseph)
- Zwiefalten, abadía de Zwiefalten (Coro, altar mayor y casi toda la escultura restante)